# Дискографија Џенифер Лопез
Америчка певачица Џенифер Лопез издала је осам студијских албума, два компилацијска албума, један ЕП, три бокс сета, шездесет и три сингла и девет промотивних синглова. Лопезова је продала 80 милиона музичких пројеката, од чега су 40 милиона албуми.
Након што је потписала уговор са издавачком кућом Work Group, објавила је свој први сингл If You Had My Love, који се нашао на прво месту шест листа, укључујући амерички Билборд хот 100. Након тога објавила је свој деби албум On the 6, у мају 1999. године, на касети и цд формату, као и за дигитално преузимање. Албум је био на првим местима листа Немачке, Канаде и Швајцарске. Осим деби сингла, на првом албуму нашли су се и синглови No Me Ames, Waiting for Tonight, Feelin' So Good и Let's Get Loud.
Други студијски албум певачице под називом J.Lo објављен је 23. јануара 2001. године за извачаку кућу Epic Records. Албум је био први на америчкој листи Билборд 200, а на крају је добио четири сертификоване платине у истој земљи. На албуму су се нашла четири сингла Love Don't Cost a Thing, Play, Ain't It Funny и I'm Real. Наредне године објављен је ремикс првог албума Лопезове, а на њему су се нашли синглови Ain't It Funny (Murder ремикс) и I'm Gonna Be Alright (Track Masters ремикс). Овај албум постао је први ремиксовани албум у историји који је дебитовао на првом месту америчке листе Билборд 200 и уједно био један од најбоље продаваних ремикс албума свих времена.
Трећи студијски албум Лопезове под називом This Is Me... Then објављен је 19. новембра 2002. године, такође за Epic Records. Албум је у Сједињеним Државама продат у 2.600.000 примерака, 249.700 у Француској, а у око 6.000.000 примерака широм света. Изашао је на аудио касети и цд формату, а доступан је и за дигитално преузимање. This Is Me... Then био је на другом месту листе Билборд 200 и добио платинасти сертификат од стране Америчког удружења дискографских кућа. На албуму су се нашли синглови Jenny from the Block, All I Have, I'm Glad и Baby I Love U!
Четврти студисји албум Rebirth објављен је 1. марта 2005. године на ЦД, DVD и винил формату, као и за виртуелно преузимање. Албум је добио платинумски сертификат у Сједињеним Државама, где је продат у 745.000 примерака, док је у Француској продат у 92.300 примерака албума. На албуму су се нашли синглови Get Right и You Down.
Почетком 2007. године певачица је објавила албум Como Ama una Mujer, на шпанском језику. Албу се нашао на десет месту америчке листе Билборд 200, а био први на америчкој исти Top Latin Albums. Албум је доживео велики комерцијални успех и ван Сједињених Државама, у Немачкој и Швајцарској, где се нашао на листи међу првих пет албума.
Шести студијски албум под називом Brave објављен је 9. октобра 2007. године на ЦД и DVD формату, као и за дигитално преузимање. Brave је био први албум певачице који се није нашао на листи Билборд 200, на првих десет места. У Сједињеним Државама продат је у 168.000 примерака, у Великој Британији у 21.729, а укупно у целом свету у 650.000 примерака. На албуму су се нашли синглови Do It Well и Hold It Don't Drop It, који су били умерено успешни.
Након преласка у издавачку кућу Island Records, Лопезова је издала седми студијски албум Love? у мају 2011. године. На албуму су се нашла три сингла On the Floor, I'm Into You и Papi. Сингл On the Floor постао је најуспешнији у каријери певачице, а нашао се на врху више од осамнаест националних листа, продат је у више од 1,4 милиона примерака у Европи и био најпродаванији сингл у 2011. години. Албум са највећим хитовима певачица је објавила у јулу 2012.
Осми студијски албум Лопезове под називом A.K.A. објављен је 17. јуна 2014. године на ЦД формату и за дигитално преузимање. У Сједињеним Државама албум је продат у 71.000 примерака, док је у Француској продат у тиражу од 5.000 примерака. На албуму су се нашли синглови Dance Again и Booty, а оба су доспела у првих 20. песама на листама широм Сједињених Држава.

## Албуми

### Студијски албуми
| Назив              | Детаљи | Позиције | Позиције | Позиције | Позиције | Позиције | Позиције | Позиције | Позиције | Позиције | Позиције | Број проданих примерака                                         | Сертификати |
| Назив              | Детаљи | САД      | АУС      | БЕЛ      | КАН      | ФРА      | НЕМ      | ИТА      | ШПА      | ШВА      | УК       | Број проданих примерака                                         | Сертификати |
| ------------------ | --- | -------- | -------- | -------- | -------- | -------- | -------- | -------- | -------- | -------- | -------- | --------------------------------------------------------------- | --- |
| On the 6           | - Датум објављивања: 1. јун 1999. - Издавачка кућа: Work Group - Формат: касета, ЦД, виртуелно преузимање                    | 8        | 11       | 6        | 5        | 15       | 3        | 15       | 12       | 3        | 14       | - Свет: 8,000,000 - САД: 2,808,000 - УК: 236,000                | - Америчко удружење дискографских кућа: 3× Платина - Аустралијско удружење дискографских кућа: Платина - BEA: Златно - BPI: Платина - BVMI: Златно - IFPI: Платина - IFPI ШВА: Платина - \|MC: 5× Платина - PROMUSICAE: 2× Платина - SNEP: Златно          |
| J.Lo               | - Датум објављивања: 23. јануар 2001. - Издавачка кућа: Epic Records - Формат: касета, ЦД, виртуелно преузимање              | 1        | 2        | 4        | 1        | 6        | 1        | 5        | 1        | 1        | 2        | - Свет: 8,000,000 - САД: 3,800,000 - ФРА: 234,800 - УК: 510,000 | - Америчко удружење дискографских кућа: 4× Платина - Аустралијско удружење дискографских кућа: 2× Платина - BEA: Платина - BPI: Платина - BVMI: Платина - IFPI: 2× Платина - IFPI ШВЕ: 2× Платина - MC: 2× Платина - PROMUSICAE: Платина - SNEP: 2× Златно |
| This Is Me... Then | - Датум објављивања: 19. новембар 2002. - Издавачка кућа: Epic - Формат: касета, ЦД, виртуелно преузимање, винил             | 2        | 14       | 6        | 5        | 4        | 4        | 11       | 12       | 3        | 13       | - Свет: 6,000,000 - САД: 2,600,000 - ФРА: 249,700               | - Америчко удружење дискографских кућа: 2× Платина - Аустралијско удружење дискографских кућа: Платина - BEA: Златно - BPI: 2× Платина - BVMI: Златно - IFPI: Платина - IFPI ШВЕ: Платина - MC: 2× Платина - PROMUSICAE: Платина - SNEP: 2× Златно         |
| Rebirth            | - Датум објављивања: 1. март 2005. - Издавачка кућа: Epic - Формат: касета ЦД, ЦД/DVD, дигитално преузимање, DualDisc, винил | 2        | 10       | 4        | 2        | 7        | 3        | 3        | 2        | 1        | 8        | - САД: 745,000 - ФРА: 92,300                                    | - Америчко удружење дискографских кућа: Платина - Аустралијско удружење дискографских кућа: Златно - BPI: Златно - IFPI ШВА: Златно - MC: Платина - SNEP: Златно                                                                                           |
| Como Ama una Mujer | - Датум објављивања: 27. март 2007. - Издавачка кућа: Epic - Формат: касета, ЦД/DVD, виртуелно преузимање                    | 10       | —        | 12       | 50       | 11       | 4        | 2        | 2        | 1        | 131      | - Свет: 800,000 - САД: 213,000 - УК: 7,364                      | - IFPI ШВА: Платина - PROMUSICAE: Платина |
| Brave              | - Датум објављивања: 9. октобар 2007. - Издавачка кућа: Epic - Формат: касета, ЦД, ЦД/DVD, виртуелно преузимање              | 12       | 46       | 18       | 13       | 28       | 41       | 10       | 21       | 6        | 24       | - Свет: 650,000 - САД: 168,000 - УК: 21,179                     | |
| Love?              | - Датум објављивања: 3. мај 2011. - Издавачка кућа: Island Records - Формат: ЦД, виртуелно преузимање                        | 5        | 9        | 18       | 2        | 7        | 4        | 6        | 3        | 1        | 6        | - САД: 346,000 - FRA: 40,000                                    | - BPI: Златно - BVMI: Златно - FIMI: Златно - IFPI ШВА: Златно - MC: Платина |
| A.K.A.             | - Датум објављивања: 17. јун 2014. - Издавачка кућа: Capitol Records - Формат: ЦД, виртуелно преузимање                      | 8        | 24       | 21       | 12       | 70       | 24       | 13       | 14       | 15       | 41       | - САД: 71,000 - ФРА: 5,000                                      | |

### Компилацијски албуми
| Назив                     | Детаљи                                                                                                 | Позиције | Позиције | Позиције | Позиције | Позиције | Позиције | Позиције | Позиције | Позиције | Позиције | Број проданих примерака                       | Сертификати |
| Назив                     | Детаљи                                                                                                 | САД      | АУС      | БЕЛ      | КАН      | ФРА      | НЕМ      | ИТА      | ШВА      | ШВЕ      | УК       | Број проданих примерака                       | Сертификати |
| ------------------------- | --- | -------- | -------- | -------- | -------- | -------- | -------- | -------- | -------- | -------- | -------- | --------------------------------------------- | --- |
| J to tha L–O! The Remixes | - Датум објављивања: 5. фебруар 2002. - Издавачка кућа: Epic - Формат: ЦД, виртуелно преузимање, винил | 1        | 11       | 9        | 11       | 14       | 5        | —        | 30       | 14       | 4        | - САД: 1,500,000 - ФРА: 114,800 - УК: 331,000 | - Америчко удружење дискографских кућа: Платина - Аустралијско удружење дискографских кућа: Златно - BPI: Платина - MC: Платина - SNEP: Златно |
| Dance Again... the Hits   | - Датум објављивања: 24. јул 2012. - Издавачка кућа: Epic - Формат: ЦД, ЦД/DVD, виртуелно преузимање   | 20       | 20       | 10       | 3        | 12       | 15       | 3        | 5        | 7        | 4        | - САД: 93,548 - ФРА: 9,000                    | - BPI: Златно |

### Бокс сетови
| Назив           | Детаљи                                                                                             |
| --------------- | -------------------------------------------------------------------------------------------------- |
| On the 6 / J.Lo | - Датум објављивања: 27. септембра 2004. - Издавачка кућа: Epic - Формат: ЦД, виртуелно преузимање |
| Triple Feature  | - Датум објављивања: 9. мовембар 2010. - Издавачка кућа: Sony Music Entertainment - Формат: ЦД     |

## Епови
| Назив       | Детаљи                                                                                                | Позиције | Позиције | Број проданих примерака | Сертификати |
| Назив       | Детаљи                                                                                                | САД      | ФРА      | Број проданих примерака | Сертификати |
| ----------- | --- | -------- | -------- | ----------------------- | --- |
| The Reel Me | - Датум објављивања: 18. новембар 2003. - Издавачка кућа: Epic - Формат: ЦД/DVD, виртуелно преузимање | 69       | 84       | - САД: 275,000          | - Америчко удружење дискографских кућа: 3× Платина - Аустралијско удружење дискографских кућа: Златно - BPI: Златно (видео) |

## Синглови

### Као главни извођач
| Назив                                                     | Година | Позиција                | Позиција                | Позиција                | Позиција                | Позиција                | Позиција                | Позиција                | Позиција                | Позиција                | Позиција                | Сертификати | Албум                     |
| Назив                                                     | Година | САД                     | АУС                     | БЕЛ                     | КАН                     | ФРА                     | НЕМ                     | ИТА                     | ШПА                     | ШВА                     | УК                      | Сертификати | Албум                     |
| --------------------------------------------------------- | ------ | ----------------------- | ----------------------- | ----------------------- | ----------------------- | ----------------------- | ----------------------- | ----------------------- | ----------------------- | ----------------------- | ----------------------- | --- | ------------------------- |
| "If You Had My Love"                                      | 1999   | 1                       | 1                       | 3                       | 1                       | 4                       | 5                       | 4                       | 7                       | 5                       | 4                       | - Америчко удружење дискографских кућа: Платина - Аустралијско удружење дискографских кућа: Платина - BEA: Платина - BPI: Златно - BVMI: Златно - IFPI ШВЕ: Златно - SNEP: Златно                                                             | On the 6                  |
| "No Me Ames" (Marc Anthony)                               | 1999   | —                       | —                       | —                       | —                       | —                       | —                       | —                       | —                       | —                       | —                       | | On the 6                  |
| "Waiting for Tonight"                                     | 1999   | 8                       | 4                       | 4                       | 13                      | 10                      | 15                      | 6                       | 2                       | 14                      | 5                       | - Аустралијско удружење дискографских кућа: Платина - BEA: Златно - BPI: Сребрно - SNEP: Златно | On the 6                  |
| "Feelin' So Good" (Big Pun И Fat Joe)                     | 2000   | 51                      | 20                      | 24                      | 7                       | —                       | 39                      | 27                      | —                       | 22                      | 15                      | - Аустралијско удружење дискографских кућа: Златно | On the 6                  |
| "Let's Get Loud"                                          | 2000   | —                       | 9                       | 21                      | —                       | 40                      | 13                      | 6                       | —                       | 10                      | —                       | - Аустралијско удружење дискографских кућа: Платина - BEA: Златно | On the 6                  |
| "Love Don't Cost a Thing"                                 | 2000   | 3                       | 4                       | 2                       | 1                       | 5                       | 6                       | 1                       | 1                       | 2                       | 1                       | - Аустралијско удружење дискографских кућа: Платина - BEA: Златно - BPI: Сребрно - IFPI ШВЕ: Златно | J.Lo                      |
| "Play"                                                    | 2001   | 18                      | 14                      | 8                       | 5                       | 20                      | 19                      | 8                       | 14                      | 10                      | 3                       | - Аустралијско удружење дискографских кућа: Златно - BEA: Златно - BPI: Сребрно | J.Lo                      |
| "Ain't It Funny"                                          | 2001   | —                       | 25                      | 5                       | —                       | 13                      | 13                      | 17                      | 10                      | 9                       | 3                       | - BEA: Златно - BPI: Сребрно | J.Lo                      |
| "I'm Real"                                                | 2001   | 1                       | 3                       | 5                       | 6                       | 3                       | 11                      | 16                      | —                       | 6                       | 4                       | - Аустралијско удружење дискографских кућа: Платина - BEA: Златно - BPI: Сребрно - SNEP: Златно | J.Lo                      |
| "Ain't It Funny (Murder ремикс)" (Џа Рул и Caddillac Tah) | 2002   | 1                       | 9                       | 24                      | 12                      | —                       | 18                      | —                       | 16                      | 7                       | 4                       | - Аустралијско удружење дискографских кућа: Златно | J to tha L–O! The Remixes |
| "Alive"                                                   | 2002   | —                       | —                       | —                       | —                       | —                       | —                       | —                       | —                       | —                       | —                       | | J to tha L–O! The Remixes |
| "I'm Gonna Be Alright (Track Masters ремикс)" (Нас)       | 2002   | 10                      | 16                      | 26                      | 29                      | 12                      | 6                       | 24                      | —                       | 4                       | 3                       | - Аустралијско удружење дискографских кућа: Златно | J to tha L–O! The Remixes |
| "Jenny from the Block" (Jadakiss и Styles)                | 2002   | 3                       | 5                       | 6                       | 1                       | 5                       | 7                       | 4                       | 2                       | 4                       | 3                       | - Аустралијско удружење дискографских кућа: Платина - BEA: Златно - BPI: Сребрно - IFPI ШВЕ: Златно - SNEP: Златно | This Is Me... Then        |
| "All I Have" (LL Cool J)                                  | 2002   | 1                       | 2                       | 16                      | 6                       | 29                      | 19                      | 13                      | —                       | 4                       | 2                       | - Аустралијско удружење дискографских кућа: Платина - BPI: Сребрно | This Is Me... Then        |
| "I'm Glad"                                                | 2003   | 32                      | 10                      | 30                      | 8                       | —                       | 44                      | 17                      | 19                      | 21                      | 11                      | - Аустралијско удружење дискографских кућа: Златно | This Is Me... Then        |
| "Baby I Love U!"                                          | 2003   | 72                      | —                       | —                       | —                       | —                       | —                       | —                       | —                       | —                       | 3                       | | This Is Me... Then        |
| "Get Right"                                               | 2005   | 12                      | 3                       | 2                       | 3                       | 2                       | 7                       | 1                       | 3                       | 3                       | 1                       | - Америчко удружење дискографских кућа: Златно - Аустралијско удружење дискографских кућа: Платина - BPI: Сребрно - SNEP: Златно | Rebirth                   |
| "Hold You Down" (Fat Joe)                                 | 2005   | 64                      | 17                      | —                       | —                       | —                       | 44                      | 22                      | 12                      | 44                      | 6                       | | Rebirth                   |
| "Qué Hiciste"                                             | 2007   | 86                      | —                       | 11                      | —                       | —                       | 10                      | 1                       | 1                       | 1                       | 162                     | - IFPI SWI: Платина - PROMUSICAE: 8× Платина | Como Ama una Mujer        |
| "Me Haces Falta"                                          | 2007   | —                       | —                       | —                       | —                       | —                       | —                       | —                       | —                       | —                       | —                       | | Como Ama una Mujer        |
| "Do It Well"                                              | 2007   | 31                      | 18                      | 20                      | 23                      | 29                      | 30                      | 2                       | —                       | 12                      | 11                      | | Brave                     |
| "Hold It Don't Drop It"                                   | 2007   | —                       | —                       | —                       | —                       | —                       | —                       | 4                       | —                       | —                       | 72                      | | Brave                     |
| "Louboutins"                                              | 2009   | —                       | —                       | —                       | —                       | —                       | —                       | —                       | —                       | —                       | —                       | | Није ни на једном албуму  |
| "On the Floor" (Pitbull)                                  | 2011   | 3                       | 1                       | 1                       | 1                       | 1                       | 1                       | 1                       | 1                       | 1                       | 1                       | - Америчко удружење дискографских кућа: 3× Платина - Аустралијско удружење дискографских кућа: 4× Платина - BEA: Платина - BPI: Платина - BVMI: 5× Златно - FIMI: 2x Платина - IFPI SWI: 4× Платина - MC: 5× Платина - PROMUSICAE: 3× Платина | Love?                     |
| "I'm Into You" (Лил Вејн)                                 | 2011   | 41                      | 45                      | 27                      | 55                      | 38                      | 16                      | 18                      | 17                      | 22                      | 9                       | - Америчко удружење дискографских кућа: Златно - BPI: Сребрно - FIMI: Златно - MC: Златно - IFPI SWI: Златно | Love?                     |
| "Papi"                                                    | 2011   | 96                      | —                       | 28                      | 50                      | 28                      | —                       | 3                       | 18                      | 37                      | 67                      | - FIMI: Платина - MC: Златно | Love?                     |
| "Dance Again" (Pitbull)                                   | 2012   | 17                      | 28                      | 9                       | 4                       | 15                      | 14                      | 7                       | 4                       | 14                      | 11                      | - Америчко удружење дискографских кућа: Платина - Аустралијско удружење дискографских кућа: Платина - BEA: Златно - FIMI: Платина - MC: Платина                                                                                               | Dance Again... the Hits   |
| "Goin' In" (Flo Rida)                                     | 2012   | —                       | —                       | —                       | 54                      | —                       | 67                      | 92                      | —                       | —                       | —                       | | Step Up Revolution        |
| "Live It Up" (Pitbull)                                    | 2013   | 60                      | 20                      | 32                      | 16                      | 67                      | 36                      | 36                      | 10                      | 33                      | 17                      | - Аустралијско удружење дискографских кућа: Златно - MC: Златно | Није ни на једном албуму  |
| "I Luh Ya Papi" (French Montana)                          | 2014   | 77                      | —                       | —                       | 78                      | —                       | —                       | —                       | —                       | —                       | 170                     | | A.K.A.                    |
| "First Love"                                              | 2014   | 87                      | —                       | —                       | —                       | 193                     | —                       | 41                      | —                       | —                       | 63                      | | A.K.A.                    |
| "Booty" (Iggy Azalea)                                     | 2014   | 18                      | 27                      | —                       | 11                      | 93                      | 78                      | 97                      | —                       | —                       | 137                     | - Америчко удружење дискографских кућа: Платина | A.K.A.                    |
| "Feel the Light"                                          | 2015   | —                       | —                       | —                       | —                       | —                       | —                       | —                       | —                       | —                       | —                       | | Home                      |
| "A Selena Tribute"                                        | 2015   | —                       | —                       | —                       | —                       | —                       | —                       | —                       | —                       | —                       | —                       | | Није ни на једном албуму  |
| "Ain't Your Mama"                                         | 2016   | 76                      | 85                      | 27                      | 34                      | 11                      | 5                       | 32                      | 4                       | 16                      | 182                     | - Америчко удружење дискографских кућа: Златно - BVMI: Платина - FIMI: Платина - PROMUSICAE: 3× Платина - SNEP: Дијамантски | Није ни на једном албуму  |
| "Chegaste" (Roberto Carlos)                               | 2016   | —                       | —                       | —                       | —                       | —                       | —                       | —                       | —                       | —                       | —                       | | Roberto Carlos            |
| "Ni Tú Ni Yo" (featuring Gente de Zona)                   | 2017   | —                       | —                       | —                       | —                       | 82                      | —                       | —                       | 24                      | 30                      | —                       | - PROMUSICAE: Златно | TBC                       |
| "Amor, Amor, Amor" (Wisin)                                | 2017   | —                       | —                       | —                       | —                       | 120                     | —                       | 99                      | 60                      | 33                      | —                       | | TBC                       |
| "Us"                                                      | 2018   | —                       | —                       | —                       | —                       | —                       | —                       | —                       | —                       | —                       | —                       | | TBC                       |
| "Se Acabó El Amor" (Abraham Mateo и Yandel)               | 2018   | —                       | —                       | —                       | —                       | —                       | —                       | —                       | 64                      | 83                      | —                       | | TBC                       |
| "El Anillo"                                               | 2018   | —                       | —                       | —                       | —                       | 163                     | —                       | —                       | 9                       | 93                      | —                       | - Америчко удружење дискографских кућа: 2× Платина - PROMUSICAE: Платина | TBC                       |
| "Dinero" (DJ Khaled и Cardi B)                            | 2018   | 80                      | —                       | —                       | 75                      | 140                     | —                       | —                       | —                       | —                       | —                       | | TBC                       |
| "Te Guste" (Bad Bunny)                                    | 2018   | —                       | —                       | —                       | —                       | —                       | —                       | —                       | —                       | —                       | —                       | | TBC                       |
| "Limitless"                                               | 2018   | Треба да буде објављено | Треба да буде објављено | Треба да буде објављено | Треба да буде објављено | Треба да буде објављено | Треба да буде објављено | Треба да буде објављено | Треба да буде објављено | Треба да буде објављено | Треба да буде објављено | Треба да буде објављено | Second Act                |

### Као гостујући музичар
| Назив                                                               | Година | Позиција | Позиција | Позиција | Позиција | Позиција | Позиција | Позиција | Позиција | Позиција | Позиција | Сертификати                                                            | Албум                        |
| Назив                                                               | Година | САД      | АУС      | БЕЛ      | КАН      | КАН      | НЕМ      | ИТА      | ШТА      | ШВА      | УК       | Сертификати                                                            | Албум                        |
| ------------------------------------------------------------------- | ------ | -------- | -------- | -------- | -------- | -------- | -------- | -------- | -------- | -------- | -------- | ---------------------------------------------------------------------- | ---------------------------- |
| "Control Myself" (LL Cool J и Џенифер Лопез)                        | 2006   | 4        | 17       | —        | 4        | —        | 25       | —        | —        | —        | 2        |                                                                        | Todd Smith                   |
| "This Boy's Fire" (Santana и Џенифер Лопез)                         | 2008   | —        | —        | —        | —        | —        | —        | —        | —        | —        | —        |                                                                        | Ultimate Santana             |
| "T.H.E. (The Hardest Ever)" (will.i.am , Мик Џегер и Џенифер Лопез) | 2011   | 36       | 57       | —        | 10       | —        | —        | —        | —        | 41       | 3        | - BPI: Сребрно                                                         | Није ни на једном албуму     |
| "Follow the Leader" (Wisin & Yandel и Џенифер Лопез)                | 2012   | —        | —        | —        | —        | 177      | —        | —        | 26       | —        | —        | - Америчко удружење дискографских кућа: Златно                         | Líderes                      |
| "Sweet Spot" (Flo Rida и Џенифер Лопез)                             | 2013   | —        | 25       | —        | —        | 195      | —        | —        | —        | —        | —        | - Аустралијско удружење дискографских кућа: Златно                     | Wild Ones                    |
| "Quizás, Quizás, Quizás" (Andrea Bocelli и Џенифер Лопез)           | 2013   | —        | —        | —        | —        | —        | —        | —        | —        | —        | —        |                                                                        | Passione                     |
| "Adrenalina" ([Wisin, Рики Мартин и Џенифер Лопез)                  | 2014   | 94       | —        | —        | —        | —        | —        | 52       | —        | —        | —        | - FIMI: Златно                                                         | El Regreso del Sobreviviente |
| "Adrenalina" (Wisin, Рики Мартин и Џенифер Лопез)                   | 2014   | 94       | —        | —        | —        | 122      | —        | —        | 3        | 57       | —        | - PROMUSICAE: 2× Платина                                               | Није ни на једном албуму     |
| "We Are One (Ole Ola)" (Pitbull, Claudia Leitte и Џенифер Лопез)    | 2014   | 59       | 61       | 1        | 51       | 3        | 6        | 2        | 4        | 2        | 29       | - BVMI: Златно - FIMI: Платина - IFPI SWI: Златно - PROMUSICAE: Златно | One Love, One Rhythm         |
| "Stressin" (Fat Joe и Џенифер Лопез)                                | 2014   | —        | —        | —        | —        | —        | —        | —        | —        | —        | —        |                                                                        | Није ни на једном албуму     |
| "Back It Up" (Prince Royce, Pitbull и Џенифер Лопез)                | 2015   | 92       | —        | —        | 56       | —        | —        | —        | 40       | —        | —        |                                                                        | Double Vision                |
| "El Mismo Sol" (Álvaro Soler и Џенифер Лопез)                       | 2015   | —        | —        | —        | —        | —        | —        | —        | 3        | —        | —        | - PROMUSICAE: 2× Платина                                               | Eterno Agosto                |
| "Try Me" (Џејсон Деруло, Matoma и Џенифер Лопез)                    | 2015   | —        | —        | —        | —        | 168      | 39       | —        | —        | —        | —        | - BVMI: Златно                                                         | Everything Is 4              |

### Промотивни синглови
| Назив                                      | Година | Позиција | Позиција | Позиција | Албум    |
| Назив                                      | Година | САД денс | РУС      | ШПА      | Албум    |
| ------------------------------------------ | ------ | -------- | -------- | -------- | -------- |
| "Open Off My Love"                         | 1999   | —        | —        | —        | On the 6 |
| "El Deseo De Tu Amor"                      | 2000   | —        | —        | —        | On the 6 |
| "Si Ya Se Acabó"                           | 2001   | —        | —        | —        | J.Lo     |
| "Cariño"                                   | 2001   | —        | —        | —        | J.Lo     |
| "Fresh Out the Oven" (Pitbull)             | 2009   | 1        | 103      | —        | Н/Д      |
| "Good Hit"                                 | 2011   | —        | —        | —        | Love?    |
| "(What Is) Love?"                          | 2011   | —        | —        | 33       | Love?    |
| "Girls"                                    | 2014   | —        | —        | —        | A.K.A.   |
| "Same Girl"                                | 2014   | —        | —        | —        | A.K.A.   |
| "Olvídame y Pega la Vuelta" (Marc Anthony) | 2016   | —        | —        | —        | Н/Д      |

### Синглови који су доспели на листе
| Назив                                                                    | Година | Позиција | Позиција | Позиција | Позиција |
| Назив                                                                    | Година | САД      | НЕМ      | ШВА      | УК       |
| ------------------------------------------------------------------------ | ------ | -------- | -------- | -------- | -------- |
| "El Ultimo Adios (The Last Goodbye)"                                     | 2001   | —        | —        | —        | —        |
| "What's Going On"                                                        | 2001   | 27       | 35       | 16       | 6        |
| "Hands"                                                                  | 2016   | —        | —        | —        | —        |
| "Love Make the World Go Round" (Lin-Manuel Miranda)                      | 2016   | 72       | —        | —        | —        |
| "Almost Like Praying" (Lin-Manuel Miranda и разни извођачи за Порторико) | 2017   | 20       | —        | —        | —        |

## Остале песме које су се нашле на листама
| Назив                        | Година | Позиција | Позиција | Албум                    |
| Назив                        | Година | АРГ      | ШПА      | Албум                    |
| ---------------------------- | ------ | -------- | -------- | ------------------------ |
| "El Anillo (ремикс)" (Ozuna) | 2018   | 58       | 41       | Није ни на једном албуму |